# Río Jadzhibéi
El río Jadzhibéi (en ruso: Хаджибей) es un río del Gran Cáucaso en el distrito de Karacháyevsk de la república de Karacháyevo-Cherkesia del sur de Rusia, en la reserva natural de Teberdá. Es un afluente del Baduk y éste del Teberdá, que desemboca en el río Kubán.

## Curso
El río nace en la vertiente nororiental del pico Jadzhibéi, en un pequeño lago. Su curso de 7.5 km desciende por un estrecho valle de alta montaña en dirección predominantemente sureste-este, antes de desembocar en la orilla izquierda del Baduk, que poco después lo hace en el Teberdá.

## Historia
En la desembocadura del río Jadzhibéi, y hasta la su confluencia del Baduk con el Teberdá, P. A. Utiákov registró los restos de edificios individuales. En ambas orillas del río Jadzhibey se pueden ver los restos de antiguos asentamientos cubiertos de bosques. En la margen izquierda del Jadzhibéi hay una gran cueva natural, cuya entrada estaba cerrada con mampostería artificial. No muy lejos de la cueva se encuentra un asentamiento que se extiende a lo largo del antiguo lecho del río, muy por encima del valle del Teberdá. En la orilla hay enterramientos en ruinas revestidos de piedra y tierra y una zona de reunión. El yacimiento está cubierto de un bosque que tiene entre 250 y 300 años. Por esta zona pasaba un antiguo camino a Dombái, en el que se encontraron lápidas individuales, perdidas en el bosque.